# Kampfer-Milchling
Der Kampfer-Milchling (Lactarius camphoratus) ist eine Pilz-Art aus der Familie der Täublingsverwandten (Russulaceae). Es ist ein kleiner bis ziemlich kleiner Milchling mit einem rotbraun bis dunkel kastanienbraunen Hut, einer wässrig-weißen Milch und mehr oder weniger zimtbraunen Lamellen. Beim Trocknen riecht der Milchling stark nach Kampfer oder „Maggi“ und wird daher auch als Würzpilz verwendet. Trotz seines relativ milden Geschmacks gilt der Pilz als ungenießbar und wird nur zum Würzen verwendet. Man findet den Mykorrhizapilz zwischen Juni und November meist gesellig in Nadel- und Laubmischwäldern auf sauren, nährstoffarmen Böden.

## Merkmale
Der Hut des Kampfer-Milchlings ist 2,5–5 cm breit und bei jungen Fruchtkörpern gewölbt und später flach ausgebreitet. Im Alter ist die Mitte niedergedrückt bis trichterförmig vertieft. Die Hutmitte hat oft einen kleinen, spitzen Buckel oder trägt eine kleine Papille. Die matte Oberfläche ist glatt bis schwach höckerig oder uneben-gerunzelt und trüb dunkel rot- bis kastanienbraun gefärbt. Mitunter ist sie auch fast schwarzbraun oder trüb orange-braun gefärbt. Der etwas hygrophane Hut kann beim Eintrocknen ein wenig ausblassen und wird dann fleischbräunlich. Der Rand ist lange Zeit eingebogen und glatt, erst im Alter ist er leicht gerieft und oft fleischockerlich ausgeblasst.
Die Lamellen sind blass fleischrötlich gefärbt und werden im Alter fast rotbräunlich und fleckig. Durch das Sporenpulver sind sie oft weißmehlig bestäubt. Die Lamellen sind am Stiel meist breit angewachsen oder laufen ein wenig daran herab. Vereinzelt sind sie gegabelt und stehen mäßig gedrängt.
Der zylindrische Stiel ist 2,5–6 cm lang  und 0,5–1 cm breit. Er ist innen meist hohl und oft flach gedrückt. Die Stieloberfläche ist jung rosabraun und fein weiß bereift, verkahlt später und ist dann rotbraun und meist nur wenig heller als der Hut gefärbt.
Die an Molke erinnernde Milch ist wässerig-weiß und an der Luft unveränderlich. Das Fleisch ist beigefarben und hat dabei einen rötlichen Ton. Unter der Huthaut ist es dunkel rotbraun. Die Fruchtkörper riechen im frischen Zustand ganz ähnlich wie der Eichen-Milchling (L. quietus) ein wenig nach Blattwanzen. Beim Trocknen verstärkt sich der Geruch und die Fruchtkörper riechen deutlich maggiartig (Liebstöckel) oder nach Zichorien oder Bockshornklee. Das Fleisch schmeckt mild, hat aber manchmal einen leicht bitteren oder adstringierenden Nachgeschmack. Das Sporenpulver ist weißlich.

### Mikroskopische Merkmale
Die Sporen sind rundlich bis breit elliptisch und durchschnittlich 6,9–7,6 µm lang und 5,9–6,4 µm breit. Der Q-Wert (Quotient aus Sporenlänge und -breite) ist 1,05–1,25. Das Sporenornament ist bis zu 1,2 µm hoch und steht deutlich hervor. Es besteht aus spitzen, dornigen Warzen sowie einigen Graten, die teilweise über feine Linien miteinander verbunden sind, dabei aber nur wenige geschlossene Maschen bilden. Der Hilarfleck ist imamyloid bis unregelmäßig amyloid. Die ziemlich keuligen Basidien sind 30–45 µm lang und 8,5–11 µm breit und tragen meist vier Sterigmen.
Die spärlichen bis zahlreichen Cheilomakrozystiden auf der Lamellenschneide sind pfriemförmig, zylindrisch oder spindelförmig und messen 23–45 × 3,5–7 µm. Dazwischen kommen einzelne zylindrisch-keulige und mehrfach septierte Zellen vor, die bis zu 45 µm lang und bis zu 6 µm breit sind. Die Pleuromakrozystiden sind selten oder fehlen ganz, sofern sie vorhanden sind, sind sie pfriemförmig bis spindelig und messen 35–55 × 7–10 µm.
Die Huthaut (Pileipellis) ist ein 60–90 µm dickes Hyphoepithelium. Bei diesem Huthauttyp ist die Huthaut mehr oder weniger zweischichtig aufgebaut. Die untere Schicht (Subpellis) besteht aus ziemlich rundlichen, 15–40 µm langen und 12–25 µm breiten Hyphenzellen, in der oberen Schicht finden sich zylindrische Hyphen-Endzellen, die 12–35 µm lang und 4,5–7,5 µm breit sind. Die länglichen Hyphen-Endzellen sind nicht sehr auffällig und häufig mehr oder weniger zusammengedrückt.

## Artabgrenzung
Der Kampfer-Milchling zeichnet sich durch seine dunklen, stumpfen Farben, die wässrige Milch und seinen starken Geruch nach Maggiwürze aus. Allerdings tritt der Geruch erst beim Trocknen deutlich zutage. Der frische Pilz riecht etwas nach Blattwanzen und könnte daher mit dem ähnlichen, glatthütigen Süßlichen Milchling (Lactarius subdulcis) verwechselt werden.
Außerdem hat der Milchling eine große Ähnlichkeit mit dem Rotbraunen (Lactarius rufus) und dem Braunroten Milchling (Lactarius badiosanguineus), die beide an vergleichbaren Standorten vorkommen können.
Der Rotbraune Milchling schmeckt im Gegensatz zum Kampfer-Milchling ausgesprochen scharf und hat eine völlig anders aufgebaute Huthaut (Hutdeckschicht).
Der Braunrote Milchling hingegen schmeckt mild bis leicht bitterlich. Auch bei ihm ist die Huthaut anders aufgebaut und sein Fleisch gilbt im Anschnitt.
Eine weitere ähnliche Art ist der Wässrige Milchling (Lactarius serifluus), der ebenfalls unangenehm nach Blattwanzen riecht, aber entferntere Lamellen besitzt. Sein Hut ist mehr oder weniger orange-braun gefärbt und hat einen helleren, gelbbraun gefärbten Rand.
Man findet ihn in Laubwäldern meist unter Eichen und Buchen. Mikroskopisch lassen sich die beiden Arten dadurch unterscheiden, dass der Wässrige Milchling keine Makrozystiden besitzt.
Auch der größere, gelbbräunliche Bruch-Reizker (Lactarius helvus) hat eine gewisse Ähnlichkeit. Er riecht schon im frischen Zustand nach Maggi und zeichnet sich durch seine wasserklare Milch aus. Er ist ein typischer Bewohner saurer, feuchter Wälder oder kommt in oder am Rande von Mooren vor.

## Ökologie
Der Kampfer-Milchling ist ein Mykorrhizapilz, der  vorzugsweise mit Fichten, seltener mit anderen Nadelbäumen und/oder Rotbuchen eine Symbiose eingeht.
Man findet den Milchling daher in Rotbuchen-, Tannen-Fichten- und Fichtenwäldern, sowie in Fichtenforsten auf frischen bis feuchten, sauren und nährstoffarmen Böden. Er bevorzugt meist mittelgründige, sandige bis verlehmte, nicht selten mehr oder weniger stark podsolierte Braun- und Parabraunerden. Daneben findet man ihn auch auf oberflächlich abgesauerten, von Streu und Moos überzogenen Böden.
Die Fruchtkörper erscheinen meist gesellig zwischen Juni und November. Oft wachsen sie bei oder auf vermoosten Fichtenstümpfen.

## Verbreitung

Verbreitung des Kampfer-Milchlings in Europa. Grün eingefärbt sind Länder, in denen der Milchling nachgewiesen wurde. Grau dargestellt sind Länder ohne Quellen oder Länder, die außerhalb von Europa liegen.

Der Kampfer-Milchling ist eine holarktische Art, die auf der ganzen nördlichen Erdhalbkugel verbreitet ist. Der Milchling wurde in Nordasien (Ostsibirien, Japan, Korea), Nordamerika (Kanada, USA, Mexiko), in Nordafrika und Europa nachgewiesen. Die Art ist nahezu in ganz Europa verbreitet und kommt überall da vor, wo auch sein wichtigster Wirt, die Fichte vorkommt. Im nördlichen Fennoskandinavien ist die Art etwas seltener.
In Deutschland, Österreich  und der Schweiz ist die Art weit verbreitet und fast überall häufig.

## Systematik
Der Kampfer-Milchling wird in die Sektion Olentes gestellt, die ihrerseits in der Untergattung Russularia steht. Die Vertreter der Sektion zeichnen sich durch meist bräunliche Hüte, eine mehr oder weniger wässrige Milch und einen stark wanzen- bis curryartigen Geruch aus. Die Huthaut ist ein Hyphoepithelium.

## Bedeutung
Wegen seiner leicht bitteren Milch zählt der Kampfer-Milchling nicht zu den klassischen Speisepilzen, gleichwohl wird er im getrockneten Zustand als Gewürzpilz verwendet. Sein Geschmack erinnert sehr stark an Bockshornklee, weshalb der Pilz von einigen Pilzsammlern durchaus geschätzt wird.